# ميخائيل وول
ميخائيل وول (بالإنجليزية: Michael Wall)‏ هو سباح أمريكي، ولد في 1 فبراير 1946 في أتلانتا في الولايات المتحدة.

## وصلات خارجية
- ميخائيل وول على موقع الاتحاد الدولي للسباحة (الإنجليزية)
- ميخائيل وول على موقع أوليمبيديا (الإنجليزية)